# Push the Feeling On
Singles de Nightcrawlers
Surrender Your Love
(1995)
Pistes de Let's Push It
Surrender Your Love
(2)
Push the Feeling On est une chanson du groupe de musique house Nightcrawlers. 1er single extrait de l'album studio Let's Push It. Sortie à l'origine au Royaume-Uni en 1992, Push the Feeling On rencontre le succès seulement en 1993 lors de sa sortie aux États-Unis. Deux ans plus tard, en 1995 le single est remixé par MK et devient alors un tube mondial. Le single atteint le top 10 dans beaucoup de pays européens dont la 3e place au Royaume-Uni.
Outre les remix de 2003 et 2007 qui ont suivi, la chanson est reprise de nombreuses fois par divers artistes. En 2008 Bob Sinclar reprend le sample lors de son remix de Don't Stop the Music. Le rappeur Pitbull reprend le sample pour son single Hotel Room Service en mai 2009. Le DJ suisse Mike Candys reprend la chanson en 2009. Le DJ Sound Of Legend reprend la chanson en octobre 2017. Le DJ britannique Riton reprend la chanson en 2021 avec son titre Friday, en collaboration avec Nightcrawlers.
Fianso, Naps et Khalif Hardcore reprennent Push The Feeling On en 2021 sur le titre "Chicha Kaloud".

## Liste des pistes
CD maxi (1995)
1. Don't Let the Feeling Go (MK dub revisited edit) — 4:04
2. Don't Let the Feeling Go (the dub of doom) — 6:39
3. Don't Let the Feeling Go (MK dub revisited) — 7:03
4. Don't Let the Feeling Go (MK mix 95) — 7:06

## Performance dans les hit-parades

### Classements par pays
| Classement (1993)                          | Meilleure position |
| ------------------------------------------ | ------------------ |
| États-Unis U.S. Billboard Hot 100          | 80                 |
| États-Unis Billboard Hot Dance Club Play   | 7                  |
| États-Unis Billboard Rhythmic Top 40       | 37                 |
| Classement (1994)                          | Meilleure position |
| Royaume-Uni Classement single              | 22                 |
| Classement (1995)                          | Meilleure position |
| Autriche (Ö3 Austria Top 40)               | 15                 |
| Belgique (Flandre Ultratop 50 Singles)     | 7                  |
| Belgique (Wallonie Ultratop 50 Singles)    | 3                  |
| Pays-Bas (Dutch Top 40)                    | 4                  |
| France (SNEP)                              | 7                  |
| Allemagne Classement single                | 6                  |
| Irlande Classement single                  | 4                  |
| Suède (Sverigetopplistan)                  | 3                  |
| Suisse (Schweizer Hitparade)               | 7                  |
| Royaume-Uni Classement single              | 3                  |
| Classement (2003)                          | Meilleure position |
| Allemagne Classement single 1              | 64                 |
| Classement (2004)                          | Meilleure position |
| États-Unis Billboard Hot Dance Club Play 2 | 1                  |

1 2003 remix

2 JCA remix

### Classement de fin d'année
| Classement (1995)                     | Position |
| ------------------------------------- | -------- |
| Belgique (Flandre) Classement single  | 44       |
| Belgique (Wallonie) Classement single | 15       |
| Pays-Bas (Dutch Top 40)               | 40       |
| France Classement single              | 31       |